# كابياء
الكابياء أو الخنزير الهندي أو القبيعة أو خنزير غينيا (الاسم العلمي: Cavia) هي جنس من الحيوانات يتبع فصيلة الكابيائية من رتبة القوارض.

## التسمية
الكابياء هي على عكس تسميتها ليست خنزيرًا ولا غينية أيضاً، بل هي قارض موطنه الأصلي أمريكا الجنوبية وسمي بخنزير غينيا فقط لأن له صوت يقارب صوت الخنازير البرية في غينيا. ويعرف أيضا بهذه الأسماء: أرنب الجبل، الوبر، الكافي، أرنب رومي، أرنب هندي، ويخطئ الكثيرون بينه وبين «الهامستر» وهو ليس من الأقداد إطلاقا.

## أنواع
- كابياء برازيلية (الاسم العلمي:Cavia aperea)
- كابياء لامعة (الاسم العلمي:Cavia fulgida)
- كابياء كبيرة (الاسم العلمي:Cavia magna)
- كابياء خنزيرية (الاسم العلمي:Cavia porcellus)
- كابياء جبلية (الاسم العلمي:Cavia tschudii)